# باتريك
باتريك هو لاعب كرة قدم برازيلي في مركز الدفاع، ولد في 28 فبراير 2000 في البرازيل. لعب مع نادي فلامنغو.

## وصلات خارجية
- باتريك على موقع قاعدة بيانات كرة القدم.إي يو (الإنجليزية)